# Nesolagus netscheri
Il coniglio striato di Sumatra (Nesolagus netscheri Schlegel, 1880), noto anche come coniglio dalle orecchie corte di Sumatra o semplicemente coniglio di Sumatra, è un raro mammifero lagomorfo appartenente alla famiglia dei Leporidi. La sua rarità è dovuta soprattutto alla deforestazione. Considerato per molto tempo l'unico rappresentante vivente del genere Nesolagus, a metà degli anni novanta è stata scoperta una specie affine, il coniglio striato annamita (Nesolagus timminsi), diffuso nelle foreste pluviali al confine tra Laos e Vietnam.

## Descrizione
È un piccolo coniglio lungo circa 40 cm, con una minuscola coda di 17 mm ed orecchie che non superano la lunghezza di 45 mm. Il corpo è ricoperto da una soffice e folta pelliccia grigia ricoperta da caratteristiche striature brune; la coda e il posteriore sono rossi e il ventre bianco.

## Distribuzione ehabitat
La specie è presente esclusivamente nella regione occidentale dell'isola di Sumatra, con un areale molto ristretto e localizzato sui Monti Barisan, dove vive nelle fitte foreste che si accrescono sul ricco suolo vulcanico ad altitudini comprese tra i 600 e i 1400 metri.

## Comportamento
Di indole timorosa e lento nei movimenti, il coniglio striato di Sumatra mostra abitudini notturne, trascorrendo le ore diurne in zone ombreggiate e riparandosi alla base di alberi, in cavità del terreno o in tane abbandonate da altri animali. Si nutre in prevalenza di foglie e steli di piante del sottobosco, ma gli esemplari tenuti in cattività mangiavano anche granaglie e frutti tropicali.

## Conservazione
Dal 1972 questa specie elusiva è stata avvistata solamente per tre volte, l'ultima delle quali alla fine del gennaio 2007, quando un esemplare ha fatto scattare una trappola fotografica installata nel Parco nazionale di Bukit Barisan Selatan..
La Zoological Society of London, in base a criteri di unicità evolutiva e di esiguità della popolazione, considera Nesolagus netscheri una delle 100 specie di mammiferi a maggiore rischio di estinzione.